# Дърамски замък
Дърамският замък (на английски: Durham Castle) е нормански замък в Дърам, Англия, Великобритания. 
Крепостта е построена през XI в., като демонстрация на мощта на норманския крал в северните земи на Англия.
Замъкът е сграда на Университетския колеж в Дърам от 1840 г. Той е в световното културно наследство на ЮНЕСКО.